# Xijiang, Jianxi
Xijiang är en köpinghuvudort i Kina. Den ligger i provinsen Jiangxi, i den sydöstra delen av landet, omkring 320 kilometer söder om provinshuvudstaden Nanchang. Antalet invånare är 53 700. Befolkningen består av 26 479 kvinnor och 27 221 män. Barn under 15 år utgör 28,0 %, vuxna 15-64 år 64 %, och äldre över 65 år 7,0 %.
Runt Xijiang är det ganska tätbefolkat, med 230 invånare per kvadratkilometer. Xijiang är det största samhället i trakten. I omgivningarna runt Xijiang växer i huvudsak blandskog.
Genomsnittlig årsnederbörd är 1 965 millimeter. Den regnigaste månaden är maj, med i genomsnitt 358 mm nederbörd, och den torraste är oktober, med 19 mm nederbörd.